# Platyptilia gentiliae
Platyptilia gentiliae là một loài bướm đêm thuộc họ Pterophoridae. Nó được tìm thấy ở Argentina và Chile.
Sải cánh dài khoảng 17 mm. Con trưởng thành bay vào tháng 10 và Jaunary.